# Pancerniki typu Pennsylvania
Pancerniki typu Pennsylvania – typ amerykańskich pancerników z okresu I i II wojny światowej, powiększona wersja typu Nevada. W stosunku do poprzednika miał dwie dodatkowe armaty kal. 356 mm, większą wyporność i długość, cztery śruby napędowe i nieco większą prędkość maksymalną. Miał także stosunkowo liczną artylerię pomocniczą, złożoną z dział kal. 127 mm, ale została ona po pewnym czasie zredukowana z powodu dużej wrażliwości na stan morza (częste zalewanie przez fale).

## Projekt
Główna Komisja ds. Marynarki (ang. General Board of the US Navy) oparła się na projekcie Nevada, wprowadzając następujące zmiany, zgodnie z projektem z roku 1913: 12 dział kal. 356 mm, 22 dział kal. 127 mm, 21 węzłów, opancerzenie podobne do poprzednika. Wprowadzono także drobne zmiany w artylerii średniego kalibru, gdzie zastosowano grupy kontroli ognia. Komisja stanowczo żądała jeszcze lepszych okrętów od Biura Konstrukcyjno-Naprawczego (ang. Construction & Repair Bureau) i oczekiwała przezwyciężenia zastoju, jaki nastąpił po stworzeniu przełomowego projektu Nevada.
W rezultacie otrzymano projekt okrętu wyposażonego w 12 dział kal. 356 mm w 4 trójdziałowych wieżach położonych wzdłuż linii symetrii okrętu (superpozycji). Takie rozwiązanie było wykorzystywane przy projektowaniu amerykańskich pancerników aż do okrętów typu Colorado, gdzie zastosowano podwójne wieże dział kal. 406 mm.

## Zabezpieczenie podwodne
Projektanci musieli wziąć pod uwagę wzrastające rozmiary i zasięg torped. Dodatkowo obawiano się broni zwanej torpedą Davisa. Broń ta składała się z lufy armatniej z pociskiem kal. 203 mm zainstalowanej w torpedzie. Na potrzeby testów zbudowano serię elementów kadłuba – takich, z jakich zamierzano zbudować pancernik – na których testowano pancerz wewnętrzny i zewnętrzny. Broń Davisa mogła spowodować duże zniszczenia; rozwiązaniem było tu zwiększenie grubości pancerza zewnętrznego. Powodowało to jednak stan, w którym wybuch typowej torpedy powodował większe uszkodzenia. W rezultacie przeprowadzonych testów pancerniki typu Pennsylvania zostały wyposażone w warstwowy system pancerza, na który składały się: płyta pancerna, przestrzeń wypełniona powietrzem, płyta pancerna, przestrzeń wypełniona olejem, płyta pancerna, przestrzeń powietrzna, a następnie pas pancerny położony 290 cm wewnątrz kadłuba. To pozwalało na zniwelowanie siły eksplozji dzięki przestrzeniom z powietrzem i deformowaniu się warstwy wypełnionej cieczą. Testowy element kadłuba wytrzymywał wybuch 135 kilogramów dynamitu umieszczonego bezpośrednio na nim. Amerykańscy inżynierowie twierdzili, że przewyższało to rozwiązania stosowane przez jakikolwiek inny kraj.

## Maszynownia
W wyniku usprawnień wprowadzonych do technologii napędu parowego, ten typ okrętów odszedł od niepopularnych maszyn parowych potrójnego rozprężania. Stocznia Fore River zaprezentowała bardziej ekonomiczne rozwiązanie, wykorzystujące przekładniowe turbiny parowe. Jedynym innym napędem stosowanym przy projektowaniu dużych okrętów amerykańskich był odtąd napęd turboelektryczny, ze względu na swą dogodną segmentację. System zastosowany na pancernikach typu Pennsylvania (4 silniki napędzające 4 śruby napędowe) był używany we wszystkich kolejnych projektach pancerników amerykańskich.

## Działania operacyjne

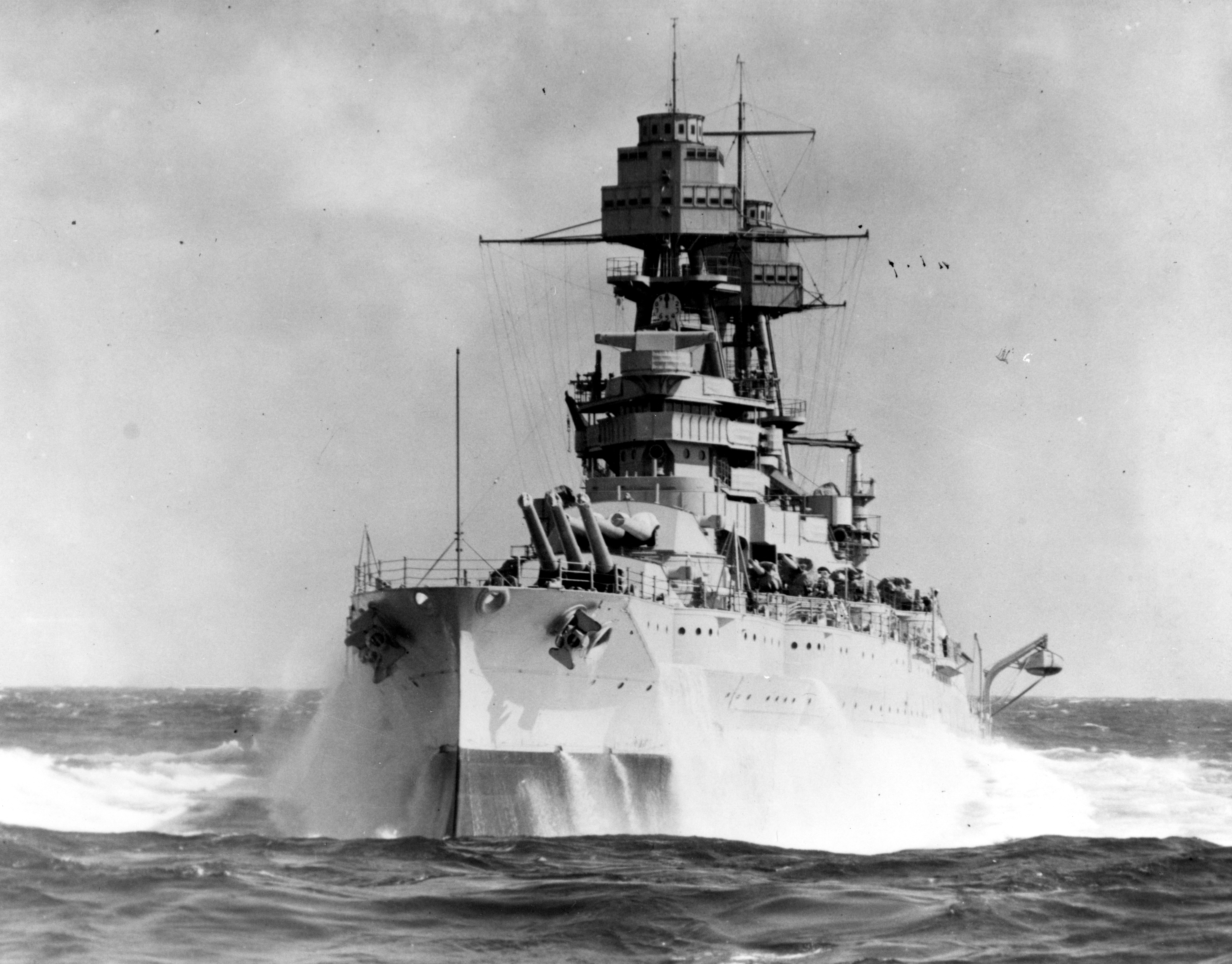
USS "Arizona" w latach 30. XX w.

Służąc na zachodnim Atlantyku w latach 1916–1918, okręty te odwiedziły Europę tuż po podpisaniu rozejmu i przez kolejne lata były znaczącą częścią amerykańskiej floty wojennej. Przebudowane w latach 1929–1931, uzyskały możliwość podnoszenia głównych dział pod większym kątem, trójnożne maszty (na których zamontowano udoskonalone dalmierze), oraz nowoczesne katapulty samolotów. Ulepszono także artylerię średniego kalibru, ochronę przed atakiem ogniowym i z powietrza oraz torpedami.
"Pennsylvania", której przydzielono zadania okrętu flagowego floty, otrzymała także mocno powiększoną opancerzoną wieżę dowodzenia. Pancerniki, zdolne teraz do prowadzenia ognia na większe odległości, spędziły kolejną dekadę służąc w US Navy w czasach, gdy stopniowo wzrastała rola samolotów.

### II wojna światowa
Oba okręty typu Pennsylvania były obecne w Pearl Harbor podczas japońskiego ataku 7 grudnia 1941. Na pokładzie "Arizony" doszło do katastrofalnej w skutkach detonacji w dziobowych magazynach amunicji, kiedy bomba z samolotu Kate (z lotniskowca "Hiryū") uderzyła pomiędzy I i II wieżą artylerii głównej. Spowodowało to największe straty w ludziach podczas tego ataku. "Pennsylvania" została jedynie lekko uszkodzona i służyła przez całą II wojnę światową na Pacyfiku. Okręt, wyposażony pod koniec 1942 w nową artylerię średniego kalibru, złożoną z dział kal. 127 mm, wspierał wiele operacji desantowych i był obecny podczas ostatniego starcia pancerników – bitwy w cieśninie Surigao (25 października 1944). Został trafiony torpedą w sierpniu 1945, co spowodowało takie uszkodzenia w jego systemie napędowym (niszcząc m.in. 3 z 4 śrub napędowych), że w sytuacji, gdy pancerniki przestały być głównymi okrętami floty, nie opłacało się go naprawiać. Wraz z innymi przestarzałymi pancernikami "Pennsylvania" była celem podczas operacji Crossroads (testu bomb atomowych w 1946) i została zatopiona w morzu dwa lata później.

## Jednostki
Typ Pennsylvania składał się z dwóch okrętów, oba zostały wybudowane na wschodnim wybrzeżu USA:
USS "Pennsylvania" (BB-38) zbudowany w stoczni Newport News Shipbuilding & Dry Dock Company, Newport News. Stępkę położono w październiku 1913, okręt zwodowano w marcu 1915 i budowę ukończono w czerwcu 1916.
USS "Arizona" (BB-39) zbudowany w stoczni Brooklyn Navy Yard, Brooklyn. Stępkę położono w marcu 1914, okręt zwodowano w czerwcu 1915 i budowę ukończono w październiku 1916.